# Franz Xaver Niemetschek
Pour les articles homonymes, voir Niemetschek.
Franz Xaver Niemetschek (tchèque : František Xaver Němeček ; polonais : Niemeczek) (né le 24 juillet 1766 à Sadská, décédé le 19 mars 1849 à Vienne) est un philosophe, enseignant et critique musical tchèque. Il a écrit la première biographie complète de Wolfgang Amadeus Mozart, qui est restée une source importante d'informations sur le compositeur.

## Biographie
Né en 1766 à Sadská, en Bohême, Franz Xaver Niemetschek est issu d'une grande famille de musiciens. Il fait ses études à Prague au Gymnasium et étudie la philosophie à l'université. Il enseigne la poésie et le latin  dans les gymnases de Pilsen et crée une maison d'édition musicale. En 1800, il obtient un doctorat et en 1802, il devient professeur à l'université de Prague, où il enseigne la logique, l'éthique et la pédagogie. Le compositeur Jan Václav Voříšek est l'un de ses élèves. Il a été fait citoyen libre de Pilsen et de Prague pour ses nombreuses et précieuses contributions aux arts, par exemple en tant que directeur de l'institut pour les sourds-muets. Il écrit des livres sur l'histoire de la musique. Il vécut près de la résidence de Josepha Duschekova dans le Palais Liechtenstein dans le Malá Strana (bas quartier) de Prague et fut un visiteur fréquent des rassemblements musicaux de la Villa Bertramka. En 1820, il se retire à Vienne à la suite de désaccords avec les autorités universitaires.
Niemetschek fut l'un des premiers critiques musicaux à Prague. Il considérait le Singspiel comme le principal facteur du déclin des normes musicales dans la ville.
Niemetschek est mort à Vienne à l'âge de 82 ans et est enterré au cimetière Sankt Marx de Vienne. Malheureusement, sa succession, qui contenait de nombreux documents précieux, est aujourd'hui perdue[citation nécessaire].

## Biographie de Mozart
La veuve de Mozart Constanze a mis à sa disposition de nombreux documents pour ses recherches. Son livre Leben des k.k. Kapellmeisters Wolfgang Gottlieb Mozart a été publié en 1798. Plus tard, en 1808, il fut publié sous une forme modifiée sous le titre Lebensbeschreibung des k.k. Kapellmeisters Wolfgang Amadeus Mozart. Niemetschek a prétendu avoir eu une longue association avec Mozart, mais le manque de citations directes ou de citations de conversations personnelles conduit certains chercheurs à douter de ses affirmations. Cependant, il accueillit les deux fils survivants de Mozart, Karl et Wolfgang Jr., dans sa maison du Malá Strana et devint pour eux une figure paternelle adoptive.
Comme le montre la biographie, Niemetschek était très fier de sa nationalité tchèque et il insiste fortement sur l'accueil chaleureux que Mozart recevait lors de ses visites à Prague. 
Sur la base des recherches menées par l'universitaire autrichien Walther Brauneis (de), de sérieux doutes ont récemment été jetés sur la véracité de l'affirmation de Niemetschek selon laquelle il aurait fait la connaissance personnelle de Mozart.